# Георги Зердев
Георги Иванов Зердев е български учител и революционер, деец на Вътрешната македоно-одринска революционна организация.

## Биография
Зердев е роден в Прилеп, тогава в Османската империя. В 1896 година завършва с осмия, последен випуск педагогическите курсове на Солунската българска мъжка гимназия. Работи като учител в Тиквешко в 1899/1900 година и влиза във ВМОРО. Учителства първо в родния си град, а след това в Неготино. В 1901 година докато е учител в Неготино, Зердев заедно с поп Ташо Стефанов е заточен след Солунската афера в Бодрум кале. Престоява на заточение до 1903 година. През 1904/1905 година е учител в Прилеп. Преследван от властите, обаче скоро е принуден да емигрира в Свободна България. При избухването на Балканската война в 1912 година е доброволец в Македоно-одринското опълчение в 4 рота на 6 охридска дружина. Награден е с бронзов медал с корона.
През 1934 година е в ръководството на Прилепското благотворително братство като касиер.
Умира в София.